# Provincia Eastern Cape
Eastern Cape (adică, "Capul Oriental") este o provincie în Africa de Sud. Reședința sa este orașul Bhisho.